# 周有光
周有光（しゅう ゆうこう、1906年1月13日 – 2017年1月14日）は、中国の経済学者、言語学者。漢語拼音方案の策定とその普及にかかわった。非常に長命で、百歳をこえてからの政治批判でも知られた。本名は周耀平。

## 生涯

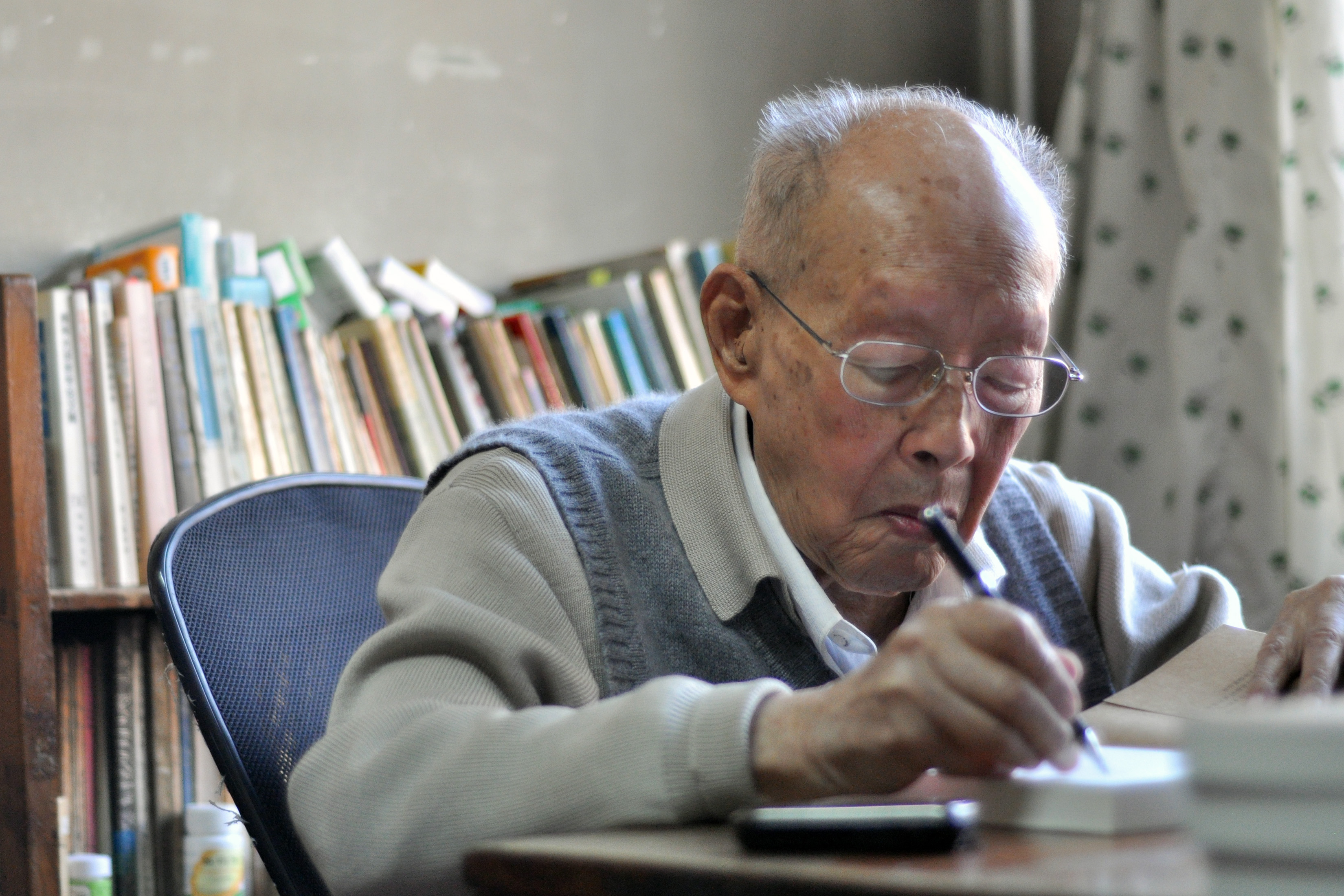
2012年（106歳）

周有光は清の江蘇省常州に生まれた。1923年に中華民国上海の聖ヨハネ大学に入学するが、1925年に五・三〇事件の学校側の措置に怒った教師・学生が集団で大学を去って新しい光華大学を創立すると、周有光も光華大学に移った。1927年に光華大学を卒業した。1933年に張允和（1909-2002）と結婚した。張允和の妹の張兆和は沈従文夫人である。
1933年から日本に留学した。河上肇に経済学を学ぶ予定だったが、同年河上が検挙されたため、目的を果たすことができなかった。はじめ東京帝国大学に学び、後に京都帝国大学に移ったが、1935年に留学生活を中断して帰国、光華大学で経済学を教えた。日中戦争中は奥地に逃れ、また新華銀行に勤務した。戦後は欧米諸国や香港に滞在した。
1949年に中華人民共和国が成立すると、上海に戻って復旦大学と上海財経学院の経済学の教授をつとめる一方、文字改革に関する著作を発表した。そのことが評価されて、1954年に文字改革委員会に招かれた。委員会の仕事を継続するように言われたため、翌年大学を辞職して北京に引っ越し、これ以降は経済学はやめて文字改革の専門家として活動することになった。
文化大革命では「反動学術権威」として批判され、寧夏の五七幹部学校に送られた。1971年に釈放された。文革終了後に文字改革に関する著作活動を再開した。1979年にワルシャワで行われた国際標準化機構の会議上で拼音を国際標準にすることを提案し、その結果1982年に ISO 7098 として標準化された。
その他、1980年代には『ブリタニカ百科事典』を中国語に翻訳するための委員をつとめた。また『中国大百科全書』の社会科学部分の総編集委員をつとめた。
1988年にシャープから拼音入力の中国語ワープロを贈られて以来、入力の問題にも関心を持つようになった。
文字改革委員会が1985年に国家語言文字工作委員会と名を変えた後も委員でありつづけたが、1989年に退職した。2006年に百歳の誕生日を迎えた後も盛んに著作を発表しつづけた。
2017年1月、111歳の誕生日の翌日に北京で死去。

## 政治批判
退職後は政治的発言が増え、とくに国外でのインタビューで共産党を正面から批判することが多くなった。
香港の『開放雑誌』のインタビューでは、「共産党は民主が中国の国情に合わないと言うが、中国の国情に合わないのは共産党の方だ」と発言している。
ニューヨーク・タイムズの記事では、周氏は一党独裁を支持しておらず、民主主義を現代社会の自然な形態とし、「毛沢東は何もよい事をしなかった」と述べている。
情報化とグローバリズムを支持し、最近の中国の民族主義に対しては懸念を示していた。中国から世界を見るのではなく、世界から中国を見るべきであるとした。

## 主要な著書
- 『漢字改革概論』（文字改革出版社1961）

文字改革に関する主著。北京大学で行った講義をまとめたもの。橘田広国による邦訳(題名同じ、日本のローマ字社1985)がある。
- 『拼音化問題』（文字改革出版社1980）

1950年代後半に記した19篇の論文を集めたもの。
- 『漢字和文化問題』(遼寧人民出版社1999)
- 『周有光語文論集』(上海文化出版社2002、全4巻)
- 『周有光語言学論文集』(商務印書館2004)
- 『周有光文集』(中央編訳出版社2013、全15巻)